# Zhujiatai (sockenhuvudort i Kina, Hubei Sheng, lat 29,74, long 110,50)
Zhujiatai (kinesiska: 朱家台, 铁炉乡, 铁炉) är en sockenhuvudort i Kina. Den ligger i provinsen Hubei, i den centrala delen av landet, omkring 380 kilometer väster om provinshuvudstaden Wuhan. Antalet invånare är 11 659. Befolkningen består av 5 652 kvinnor och 6 007 män. Barn under 15 år utgör 17,0 %, vuxna 15-64 år 67 %, och äldre över 65 år 14,0 %.
Runt Zhujiatai är det ganska tätbefolkat, med 111 invånare per kvadratkilometer. Närmaste större samhälle är Zouma, 12,3 km nordväst om Zhujiatai. I omgivningarna runt Zhujiatai växer i huvudsak blandskog.
Genomsnittlig årsnederbörd är 1 698 millimeter. Den regnigaste månaden är september, med i genomsnitt 277 mm nederbörd, och den torraste är december, med 17 mm nederbörd.